# Makowiska (powiat jarosławski)
Makowiska – osada w Polsce położona w województwie podkarpackim, w powiecie jarosławskim, w gminie Jarosław.
W latach 1975–1998 miejscowość należała administracyjnie do województwa przemyskiego.